# Gnoppix

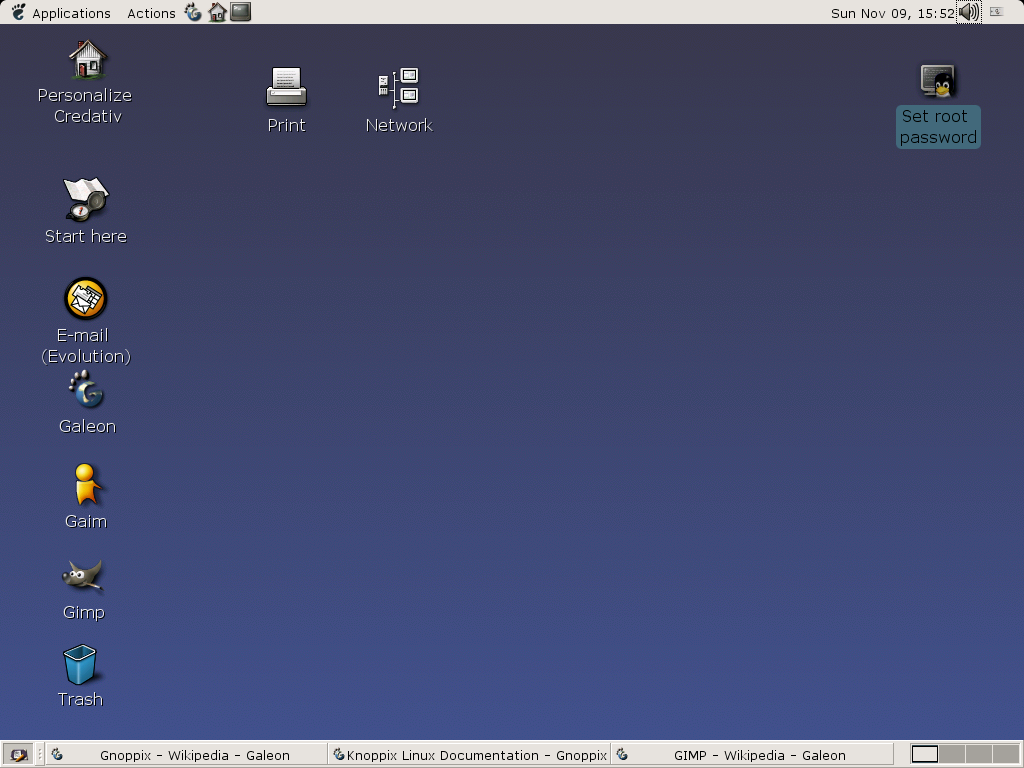
Gnoppix 2.12

Gnoppix – podobna do Knoppiksa dystrybucja systemu operacyjnego GNU/Linux, oparta na Debianie, możliwa do uruchomienia z CD-ROM-u, bez instalacji na twardym dysku. Gnoppix w przeciwieństwie do Knoppiksa obsługuje przede wszystkim GNOME – nie LXDE.